# Star Ferry
Die in Hongkong beheimatete „Star“ Ferry Company, Ltd (chinesisch 天星小輪有限公司 / 天星小轮有限公司, Pinyin Tiānxīng Xiǎolún Yǒuxiàn Gōngsī, Jyutping Tin1sing1 Siu2leon4 Jau5haan6 Gung1si1) ist eine Dienstleistungsgesellschaft, die Personenfähren in Hongkong betreibt, die zur Wharf-Gruppe gehört. Die wichtigsten Routen sind die der Fahrgastbeförderung über den Victoria Harbour zwischen Hong Kong Island und der Halbinsel Kowloon. Die Gesellschaft wurde im Jahre 1888 als „Kowloon Ferry Company“ (九龍渡海小輪公司) von Dorabjee Naorojee Mithaiwala, einem indischen Koch parsischer Herkunft, gegründet und nach der Übernahme durch die damalige The Hong Kong and Kowloon Wharf and Godown Company im Jahr 1898 bekam sie ihren heutigen Namen.
Das Fährunternehmen verfügt über eine Flotte von neun Fähren mit acht im aktiven Fährbetrieb, die auf insgesamt zwei Strecken den Hafen überqueren und dabei über 53.000 Fahrgäste pro Tag oder 20 Mio. Personen pro Jahr transportieren. (Stand 2019)
Obwohl es mittlerweile weitere alternative Möglichkeiten gibt, um auf das andere Ufer des Hafens zu gelangen, wie beispielsweise mittels U-Bahn (MTR) oder durch einen der drei Hafenbeckentunnel (z. B. CHT), ist die „Star“ Ferry (天星小輪) weiterhin eine schnelle, kostengünstige und beliebte Art der Hafenüberquerung geblieben. Die wichtigste Strecke des Unternehmens führt in beide Richtungen zwischen Central und Tsim Sha Tsui (TST). Insbesondere diese Route ist im allgemeinen Sprachgebrauch der meisten Menschen gemeint, wenn sie von der „Star“ Ferry sprechen.
Diese Route ist zudem bei den meisten Touristen sehr beliebt und wurde zu einem der Symbole des traditionellen Hongkongs. Von der Fähre aus hat man bei der Überfahrt einen unvergesslichen Blick über den Hafen und die Skyline von Hongkong. Eine Ansicht, die insbesondere nach Einbruch der Nacht beeindruckt. Die Rundfahrt durch den Victoria Harbour wurde 2009 von der „National Geographic of Traveler“ als einer der fünfzig Orte, die man im Leben gewesen sein sollte, ausgewählt (englisch fifty places of a lifetime) und von der „Society of American Travel Writers“ (SATW) ins „Top 10 der aufregendsten Fähren-Überfahrt“ (englisch Most Exciting Ferry Rides) gewählt.

## Geschichte
Vor der Erfindung der ersten Dampffähren wurden die Menschen mit dem traditionellen Sampans von Hong Kong Island auf das Festland (Kowloon) gebracht. Im Jahr 1870 ließ ein Herr namens Grant Smith ein Boot mit hölzernem Bootskörper, das mit zwei Schiffsschrauben ausgestattet war, aus England überführen, mit dem in der Folge der Hafen in unregelmäßigen Abständen überquert werden konnte.
Im Juli 1873 wurde der erste Versuch unternommen, dampfbetriebene Fähren zwischen Hongkong und Kowloon in Betrieb zu nehmen. Dieses Unterfangen wurde jedoch auf Antrag des britischen Konsuls in Kanton wieder gestoppt. Im Jahr 1888 wurde schließlich vom parsischen Koch bzw. Kaufmann Dorabjee Naorojee Mithaiwala ein Unternehmen namens „Kowloon Ferry Company“ gegründet. Naorojee kaufte Smiths Boot und erwarb später die Dampfschiffe „Morning Star“ und „Evening Star“ von einem gewissen Herrn Buxoo. Es wird angenommen, dass gegen Mitte bis gegen Ende der 1870er Jahre, nach der Abtretung von Kowloon an die Briten 1860 (Pekinger Konvention), eine regelmäßige Verbindung eingerichtet wurde, die für die Allgemeinheit bestimmt war.

Die Popularität dieses Transportmittels ermöglichte es Naorojee, seine Flotte innerhalb von zehn Jahren um vier Schiffe zu erweitern, und zwar die „Morning Star“, die „Evening Star“, die „Rising Star“ und die „Guiding Star“. Jedes Boot hatte eine Kapazität von 100 Passagieren, wobei die Schiffe im Durchschnitt 147 Fahrten pro Tag absolvierten. Er überführte das Unternehmen vor seiner Pensionierung in die „Star Ferry Co Ltd“. Der Firmenname wurde durch seine Liebe zu dem Gedicht „Crossing the Bar“ von Alfred Lord Tennyson inspiriert, dessen erste Zeile lautet: „Sunset and evening star, and one clear call for me!“ – („Sonnenuntergang und Abendstern und eine klare Aufforderung für mich!“). Als Naorojee 1898 in Rente ging und sich nach Indien begab, verkaufte er sein Unternehmen an die Hong Kong und Kowloon Wharf.
Im Jahr 1906 eröffnete man eine Anlegestelle am westlichen Ende der Salisbury Road, die aber von einem Taifun im September 1906 zerstört wurde. In den frühen 1950er Jahren begann der Bau des heutigen Doppel-Stützen-Terminals auf beiden Seiten des Victoria Harbour, der für etwa 55 Millionen Passagierfahrten pro Jahr ausgelegt war. Die Konstruktion wurde 1957 vollendet, etwa zur gleichen Zeit wie die ehemalige „Edinburgh Place Ferry Pier“ auf der Inselseite.

Zur Jahrhundertwende wurden in Hongkong sowohl die Währung von Hongkong als auch die Währung von Kanton als Zahlungsmittel akzeptiert. Im Herbst 1912, nach einer Abwertung, verursachte die „Star“ Ferry einen Konflikt, als sie darauf bestand, zusammen mit den Straßenbahnen, nur mehr die Hongkong-Währung als Zahlungsmittel anzuerkennen und Kanton-Münzen nicht mehr zu akzeptierten.
Im Jahr 1924 bekam die Fährgesellschaft Konkurrenz von der „Yaumati Ferry“ (油麻地小輪), die gleichfalls auf einer Route nach Kowloon operierte, womit eine zweier Konkurrenzlage (Duopol) entstand. Die „Yaumati Ferry Co. Ltd“ war ein Tochterunternehmen des 1923 entstandenen „Hong Kong Ferry Co. Ltd“ (香港小輪有限公司). 1933 ging die „Star“ Ferry schließlich durch den Bau der Electric Star (電星號) in die Geschichte ein, der ersten dieselelektrischen Passagierfähre ihrer Art.
Bis 1941 besaß das Unternehmen insgesamt sechs Schiffe. Während der japanischen Besetzung Hongkongs wurde die Fortsetzung des Wettbewerbs mit der The Hongkong and Yaumati Ferry Co. Ltd (香港油蔴地小輪船公司 – „Hongkong Yaumati Ferry-Gesellschaft“) genehmigt, wobei die Japaner die „Star“ Ferry aber auch für ihre eigenen Zwecke requirierten. Die „Golden Star“ und die „Meridian Star“ wurden hierbei verwendet, um Kriegsgefangene von Sham Shui Po bis nach Kai Tak zu transportieren. Im Jahr 1943 wurde die „Golden Star“ bombardiert und von den Amerikanern im Perlfluss und die „Electric Star“ im Hafen versenkt und später wieder geborgen und betriebsbereit gebracht. Nach dem Krieg wurden die Fähren wieder dem Personentransport übergeben. 1964 akzeptierte das Unternehmen die Forderung der damaligen Kolonialregierung eine weitere Verbindung zwischen Hung Hom in Kowloon und Central auf der Insel einzurichten, die sie anfangs bereitwillig annahm, jedoch später nach genauerer Kalkulation und Verhandlung diese unprofitable Verbindung schließlich 1965 einrichtete. Bis zum Jahr 1972 zur Eröffnung des Cross Harbour Tunnels (CHT) blieben die Fähren der „Star“ Ferry Company das Haupttransportmittel zwischen Hong Kong Island und Kowloon.
Die „Star“ Ferry arbeitet unter der Lizenzierung der Regierung. Diese wurde zuletzt im März 1998 verlängert, dem Jahr ihres einhundertjährigen Bestehens.

### Öffentliche Proteste
- Im Jahr 1966 wurde eine Preiserhöhung von fünf Cent (oder 25 %) der Fähre zu einer politischen Krise, nachdem ein 27-jähriger Student aus Protest gegen das Edinburgh Place Terminal in den Hungerstreik trat. Seine Verhaftung löste die Hongkong-Unruhen des Jahres 1966 aus.[7]
- Am 11. November 2006 wiederum endete eine Ära, als die dritte Generation der Anlegestelle in Central, die Edinburgh Place Ferry Pier, zusammen mit ihrem großen Glockenturm von ihrer Aufgabe entbunden wurde. Der Pier wurde abgerissen, um Platz für die Sanierung zu machen – trotz einiger heftiger Proteste und mancher sentimentaler Einwände.

## Linien
Die „Star“ Ferry hat folgende Linien als reguläre Fährenverbindungen zur Hafenüberquerung im Angebot:
| Hong Kong Island | Kowloon             | Bemerkung                                                                             | Quelle                                    | Bild                          | Karte                            | Video                                        |
| ---------------- | ------------------- | ------------------------------------------------------------------------------------- | ----------------------------------------- | ----------------------------- | -------------------------------- | -------------------------------------------- |
| Central          | Tsim Sha Tsui (TST) | in Betrieb                                                                            | [ 17 ] [ 18 ]                             | Tsim Sha Tsui Star Ferry Pier | Route und Lage der Anlegestellen | Das „Ablegen“ einer Star Ferry, Central Pier |
| Wan Chai         | Tsim Sha Tsui (TST) | in Betrieb                                                                            | [ 17 ] [ 18 ]                             | Tsim Sha Tsui Star Ferry Pier | Route und Lage der Anlegestellen | Das „Ablegen“ einer Star Ferry, Central Pier |
| Central          | Hung Hom            | eingestellt seit März 2011 Fortune Ferry Company übernimmt seit Juni 2020 die Route a | [ 19 ] [ 20 ] [ 21 ] [ 22 ] [ 23 ] [ 24 ] | Tsim Sha Tsui Star Ferry Pier | Route und Lage der Anlegestellen | Das „Ablegen“ einer Star Ferry, Central Pier |
| Wan Chai         | Hung Hom            | eingestellt seit März 2011                                                            | [ 19 ] [ 20 ] [ 21 ] [ 22 ] [ 23 ] [ 24 ] | Tsim Sha Tsui Star Ferry Pier | Route und Lage der Anlegestellen | Das „Ablegen“ einer Star Ferry, Central Pier |

Quelle: Star Ferry Company, Transport Department of Hong Kong (Stand Juli 2023)

### Taktung
Die Taktung der Fähren ist je nach Linie, Tageszeit und an verschiedenen Tagen unterschiedlich. Allgemein liegt die Taktzeit je nach Tageszeit an Werkstagen zur Hauptverkehrszeit zwischen etwa 7:15–9:55 Uhr je nach Verbindung zwischen 6 und 11 Minuten pro Fahrt. An den übrigen Tages- und Abendzeiten etwa 6–20 Minuten pro Fahrt. Die erste Fähre legt auf der Route Central↔Tsim Sha Tsui (TST) an Werktagen und an Wochenenden bzw. Feiertagen um 6:30 ab. Während die erste Fähre der anderen Route Wanchai↔Tsim Sha Tsui (TST) an Werktagen und an Wochenenden bzw. Feiertagen allgemein etwas später ablegt – zwischen 7:20 und 7:40. Die letzte Fähren verkehren im Allgemeinen auf der Route Central↔Tsim Sha Tsui (TST) bis 23:30 an den beiden Pieren von Central und TST, während auf der Route Wanchai↔Tsim Sha Tsui (TST) die letzte Fähre gegen 22:50 am Pier von TST und gegen 23:00 am Pier vom Wanchai ablegt. (Stand April 2023)

### Ticketpreise
Der Ticketpreis für Erwachsene (18+) beträgt:
- Central ↔ Tsim Sha Tsui, Oberdeck – Preis: 5,0 HK$; Unterdeck – 4,0 HK$ (Werktags von Mo–Fr)
- Central ↔ Tsim Sha Tsui, Oberdeck – Preis: 6,5 HK$; Unterdeck – 5,6 HK$ (Wochenende, Feiertage)
- Wan Chai ↔ Tsim Sha Tsui, Oberdeck – Preis: 5,0 HK$ (Werktags von Mo–Fr)
- Wan Chai ↔ Tsim Sha Tsui, Oberdeck – Preis: 6,5 HK$ (Wochenende, Feiertage)

Quelle: Star Ferry Company, Ltd., (Stand April 2023)

### Fahrkarten und Bezahlmöglichkeiten
Passagiere bezahlen die Überfahrt mittels einer Octopus-Karte, einer Wertmarke oder einer Monatskarte. Wertmarken sind an Automaten an den Anlegestellen erhältlich. Münzen werden jedoch ebenfalls akzeptiert, allerdings gibt es kein Rückgeld. Für Touristen gibt es eine viertägige Tageskarte (englisch 4-Day Tourist Ticket, 50 HK$) am Kartenverkaufsschalter von „Tsim Sha Tsui Ferry Pier“. (Stand April 2023)

### Mitnahme von Fahrrad
Die Mitnahme von Fahrrädern (maximal 10) auf dem Unterdeck sind seit Ende September 2011 nur noch auf der Route zwischen Wan Chai und Tsim Sha Tsui (TST) gegen einen Aufpreis von HKD 25,00 HK$ (pro Rad) erlaubt, jedoch nicht zur Hauptverkehrszeit zwischen 8:00 bis 9:00 Uhr bzw. zwischen 17:00 Uhr und 18:00 Uhr.
Auf der Route von Tsim Sha Tsui nach Central werden seit 2011 keine Fahrräder mehr akzeptiert. Auf der Route von Tsim Sha Tsui nach Wan Chai ist die Mitnahme von maximal zehn Fahrräder bzw. acht Fahrräder plus zwei Rollstuhlfahrer pro Fahrt begrenzt, wobei Rollstuhlfahrer immer zuerst bedient und privilegiert werden. Weitere Möglichkeiten der Fahrradmitnahme, um den Hafen zu überqueren, gibt es seit der Änderung der Förderbedingung durch Star Ferry nur noch über deren konkurrierende Fährunternehmen wie beispielsweise Sun Ferry (新渡輪), Fortune Ferry (富裕小輪) oder Coral Sea Ferry (珊瑚海渡輪). (Stand Juli 2021)

## Rundfahrten
- „Harbour Tour“: Eine touristische Hafenrundfahrt mit dem „Shining Star“, die einen indirekten Rundkurs zu allen Anlegestellen, also Tsim Sha Tsui, Central und Wan Chai bietet. Preis: HKD 200 bis 230 (Ermäßigter Preis HKD 175 bis 200, Stand April 2023)[33][34][35]
- „Water Tour“: Eine touristische Rundfahrt ins Gewässer rund um Hongkong mit dem luxuriös eingerichtete „World Star“ mit Ziele wie beispielsweise Hong Kong Disneyland Resort Pier, Tsing-Ma-Brücke oder Victoria Harbour mit ICC Licht- und Musikshow als Abendrundfahrt. Preis: HKD 230 bis 280 (Ermäßigter Preis HKD 160 bis 280, Stand April 2023)[36][37][38]

## Charter und Mietmöglichkeit
Die Star-Ferry-Schiffe „World Star“, „Shining Star“, „Meridian Star“ und „Classic Ferry“ können für Tagesausflüge gechartert werden. Nachdem sie für Kreuzfahrten und deren Funktionen renoviert wurden, sind sie nun auf 110 bis 280 Personen ausgelegt, mit Tischen, komfortabler Bestuhlung, größeren Aussichtsfenstern, klimatisierten Räumen und einer Lautsprecher- sowie einer Musikanlage ausgestattet.

## Flotte
Die Flotte besteht heute aus zehn dieselelektrischen Fähren und einem Schlepper. Acht Fähren sind zum regulären Fährbetrieb im Einsatz, zwei im Dienst von touristischen Rundfahrten in den Gewässer von Hongkong. Alle Star-Ferry-Fähren haben klimatisierte Bug- bzw. Heckkabinen auf dem Ober- und Unterdeck der Schiffe. (Stand 2023)
| Name             | Chinesisch | IMO     | Register | Baujahr | Hersteller                              | Sitze | Bild | Bemerkung |
| ---------------- | ---------- | ------- | -------- | ------- | --------------------------------------- | ----- | ---- | --- |
| Morning Star     | 曉星號     | –       | –        | 1888    | –                                       | 100   | –    | Historisch die erste „Star“-Ferry-Fähre des Unternehmens.                                                       |
| Celestial Star   | 天星號     | 8951360 | A2071    | 1956    | Hong Kong & Whampoa Shipyard            | 576   |      | ältestes betriebsbereite Schiff – verkauft –                                                                    |
| Meridian Star    | 午星號     | A2681   | A2671    | 1958    | Hong Kong & Whampoa Shipyard            | 576   |      | – |
| Solar Star       | 日星號     | 5333335 | A2681    | 1958    | Hong Kong & Whampoa Shipyard            | 576   |      | – |
| Northern Star    | 北星號     | 8951372 | A2971    | 1959    | Hong Kong & Whampoa Shipyard            | 576   |      | – |
| Night Star       | 夜星號     | 8891091 | A3136    | 1963    | Hong Kong & Whampoa Shipyard            | 576   |      | benannt nach dem gleichnamigen Schiff der Kowloon Ferry Company                                                 |
| Day Star         | 晨星號     | 8891120 | A4041    | 1964    | Hong Kong & Whampoa Shipyard            | 576   |      | – |
| Shining Star     | 輝星號     | 8891118 | A3841    | 1964    | Hong Kong & Whampoa Shipyard            | 576   |      | Steht heute für Hafenrundfahrten zur Verfügung (das Oberdeck kann geöffnet werden)                              |
| Twinkling Star   | 熒星號     | 8891132 | A2961    | 1964    | Hong Kong & Whampoa Shipyard            | 576   |      | – |
| Morning Star     | 曉星號     | 8891144 | A2801    | 1965    | Hong Kong & Whampoa Shipyard            | 576   |      | benannt nach dem gleichnamigen Schiff der Kowloon Ferry Company                                                 |
| Silver Star      | 銀星號     | 8891156 | A4241    | 1965    | Hong Kong & Whampoa Shipyard            | 576   |      | – |
| Golden Star      | 金星號     | 8951384 | A5153    | 1989    | Wang Tak Engineering & Shipbuilding Ltd | 762   |      | – verkauft seit 2011 –                                                                                          |
| World Star       | 世星號     | 8890968 | A5243    | 1989    | Wang Tak Engineering & Shipbuilding Ltd | 762   |      | Steht heute für luxuriösen Rundfahrten zur Verfügung                                                            |
| Glowing Star     | 耀星號     | –       | –        | 1981    | Hong Kong Shipyard                      | 288   | –    | bei Royal Navy, Kennung P20, bei der Star Ferry 2000 bis 2005 – verkauft seit 2008 – (heute Glenn Constitution) |
| Kowloon          | 九龍號     | –       | –        | 1900    | –                                       | –     | –    | – Schlepper ausgemustert –                                                                                      |
| Pacific Princess | –          | 8624527 | A5663    | 1971    | Fremantle Shipyard                      | –     |      | ursprüngl. „Temeraire II“ (), „Lady Star“ – 后星號 1988–1991; heute Firmenjacht von „Wharf (Holding)“           |
| Name             | Chinesisch | IMO     | Register | Baujahr | Hersteller                              | Sitze | Bild | Bemerkung |

Anmerkung zur Tabelle: Beige – Ehemalige bzw. außer dienstgestellte Flotte; Grün – Verkauft
Diese Tabelle erhebt kein Anspruch auf Vollständigkeit.

## Anlegestellen

### Hong Kong Island – Piers derStar Ferry Company, Ltd
- Central Ferry Pier
  - Erste Generation (1890) an der Pedder Street und Chater Road (Abriss, nicht erhalten)
  - Zweite Generation (1912) an der Pedder Street, an der heutigen Stelle des Jardine House (Abriss, nicht erhalten)
  - Dritte Generation (1957) nahe Edinburgh Place (Abriss 2006, nicht erhalten)
  - Vierte Generation (2006) an der Man Kwong Street (Pier 7 und 8 des Central Ferry Piers)
  - Pier 7 für die Verbindung Richtung Tsim Sha Tsui
  - Pier 8 für die Verbindung Richtung Hung Hom (außer Betrieb seit 1. April 2011), seit 2013 als Museum umfunktioniert
- Wan Chai Ferry Pier
  - Zweite Generation (1968), außer Betrieb seit 29. August 2014
  - Dritte Generation (2014), Nutzung seit 30. August 2014

### Kowloon – Piers derStar Ferry Company, Ltd
- Tsim Sha Tsui Ferry Pier (1957)
- Hung Hom Ferry Pier (außer Betrieb seit 1. April 2011)

TST Star Ferry Pier – Innen und Außen
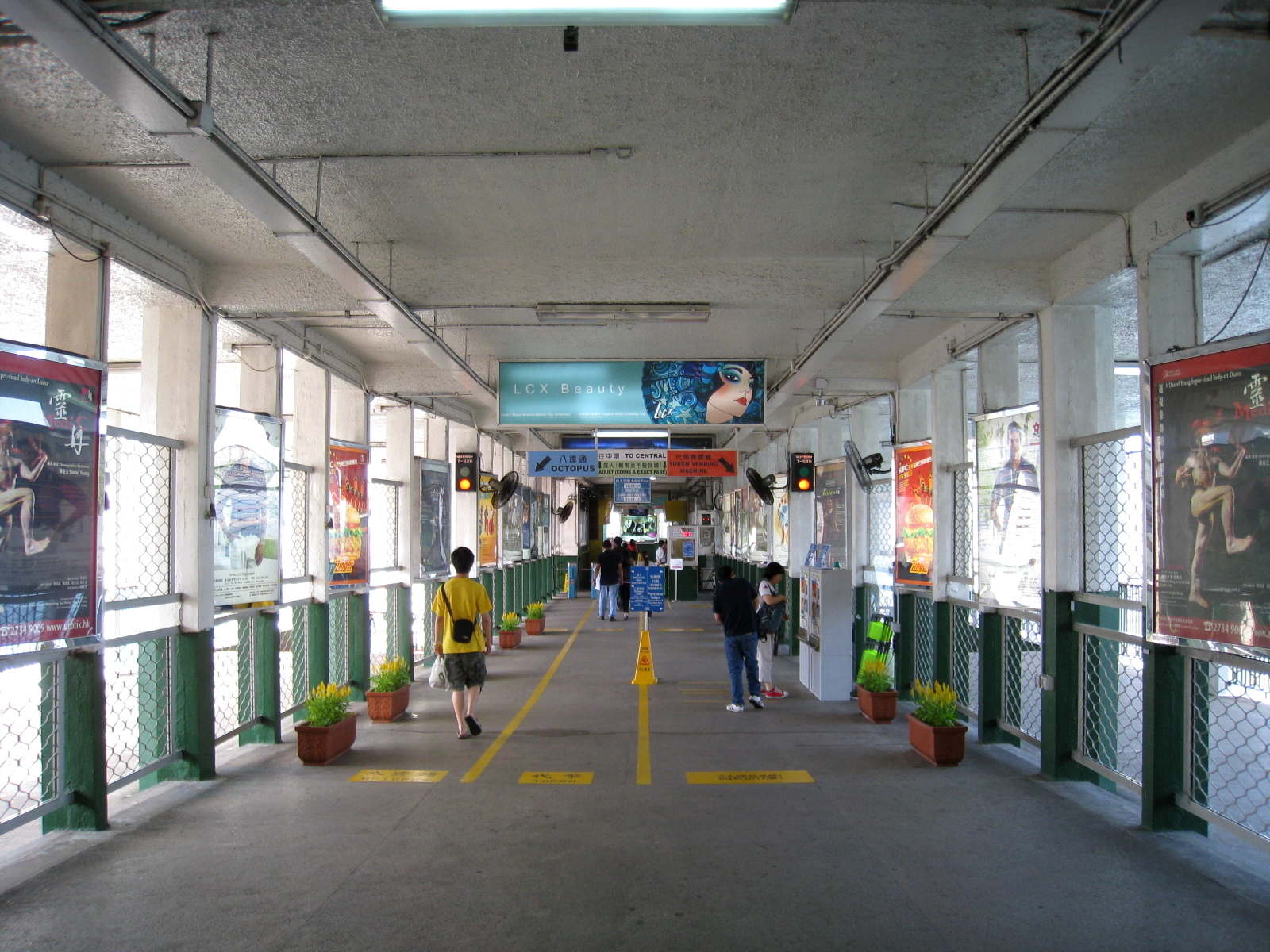
Tsim Sha Tsui Ferry Pier – Einstieg, 2007
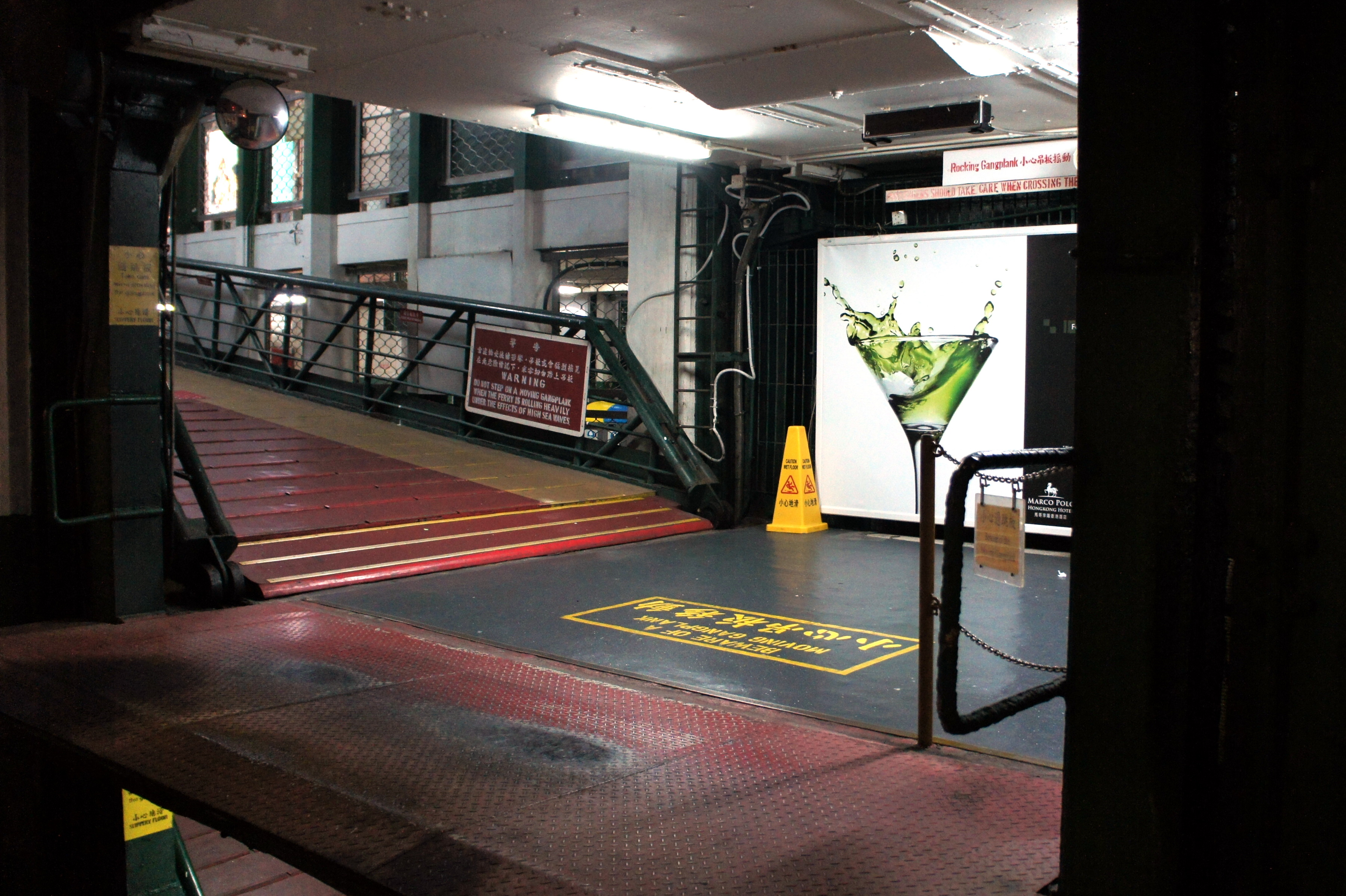
Landungsbrücke – Tsim Sha Tsui Ferry Pier, 2011
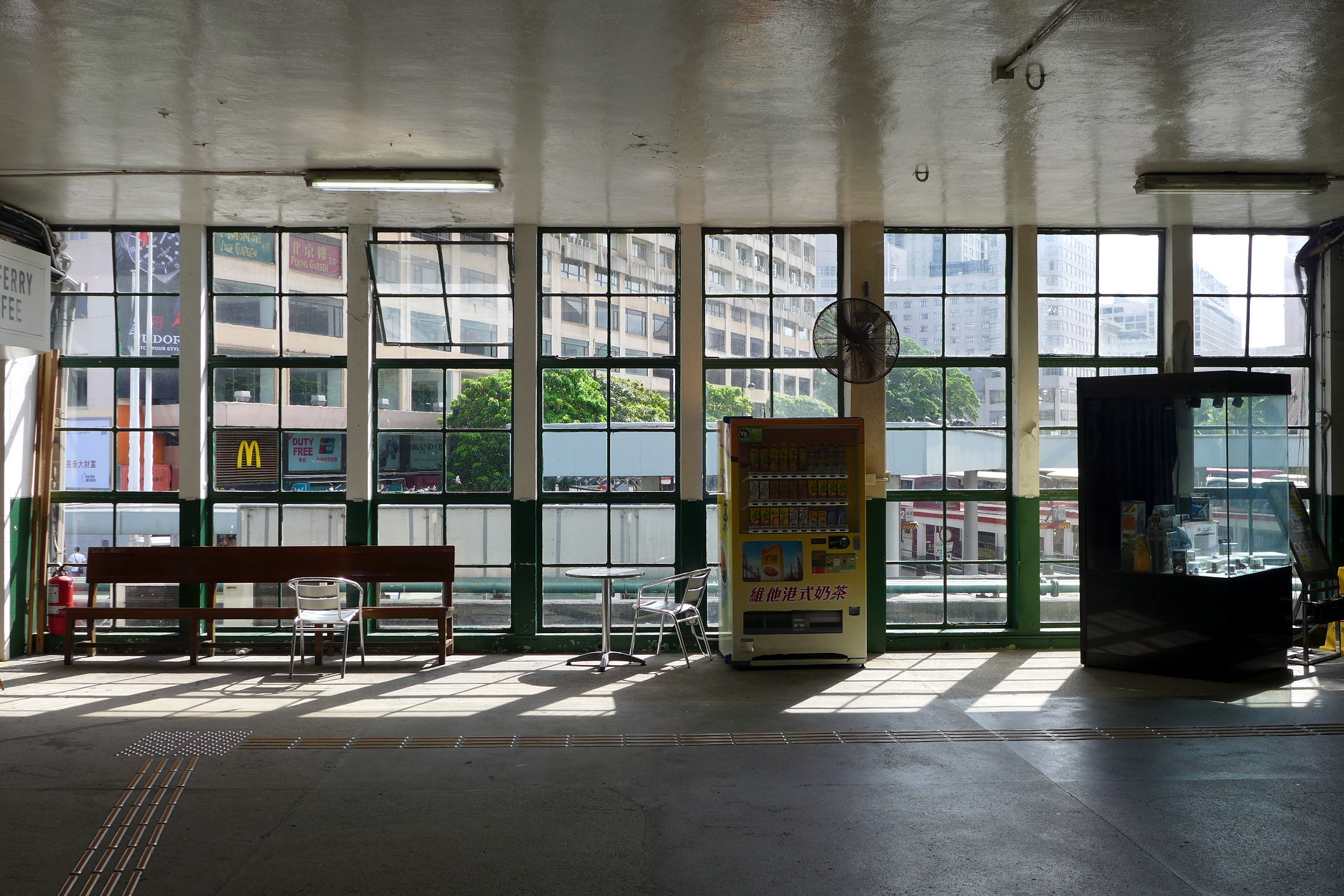
Wartehalle, Tsim Sha Tsui Ferry Pier 2015
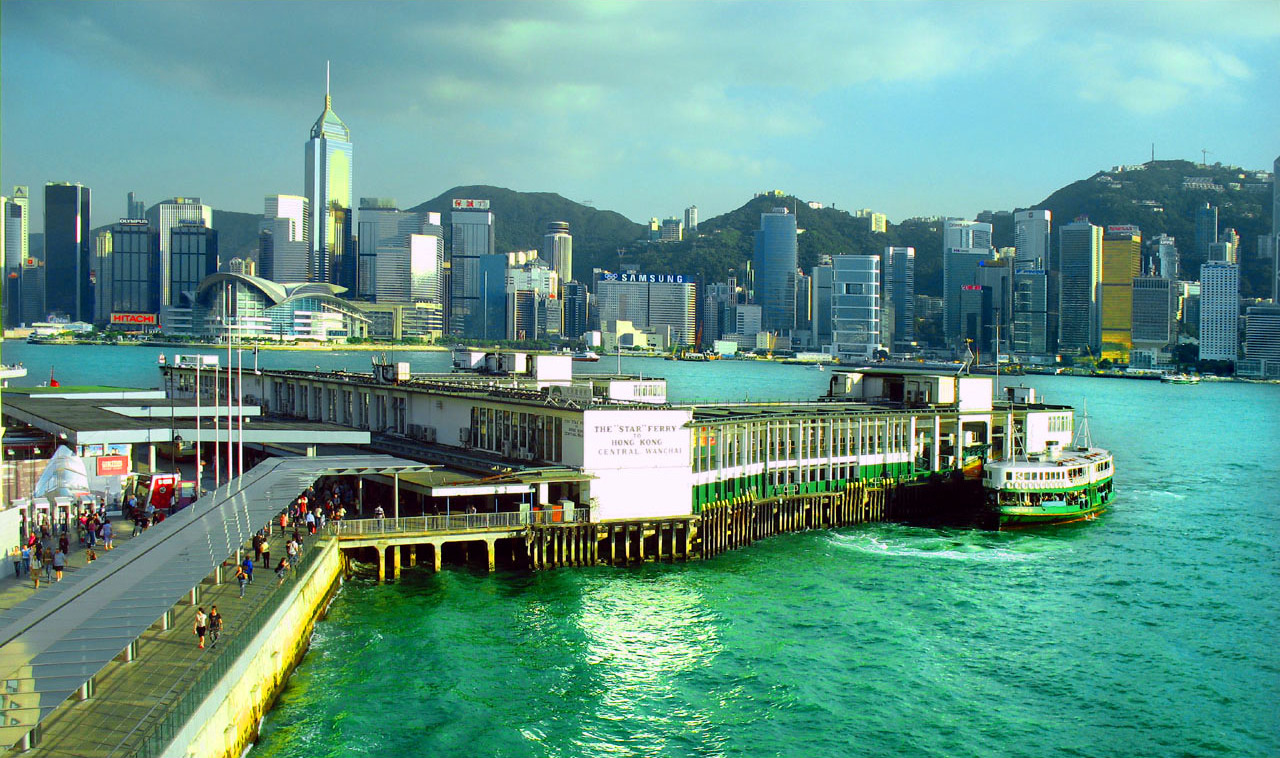
TST Star Ferry Pier – Außensicht, 2006
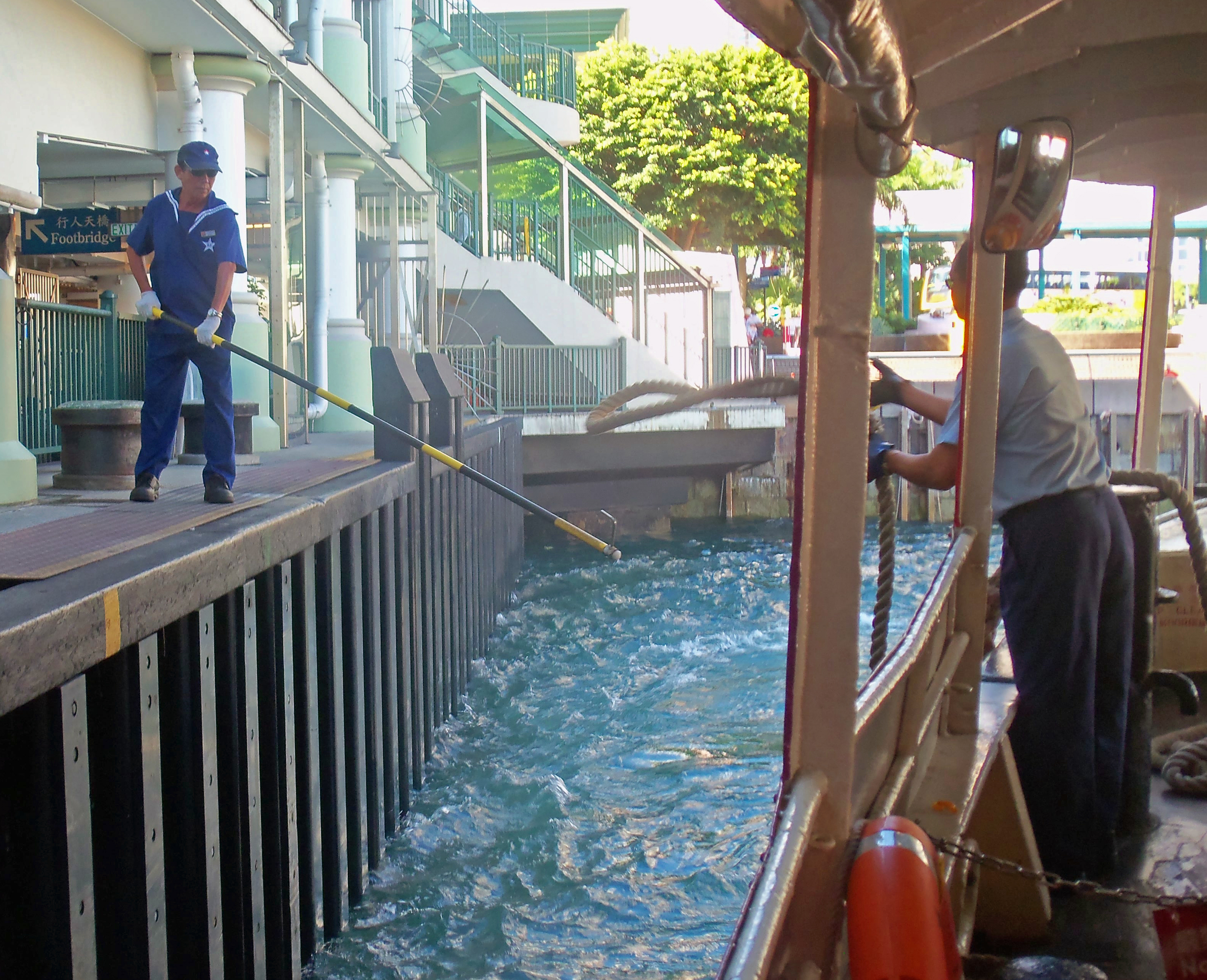
Das „Einharken“ beim „Anlegen“, Central Pier 2013
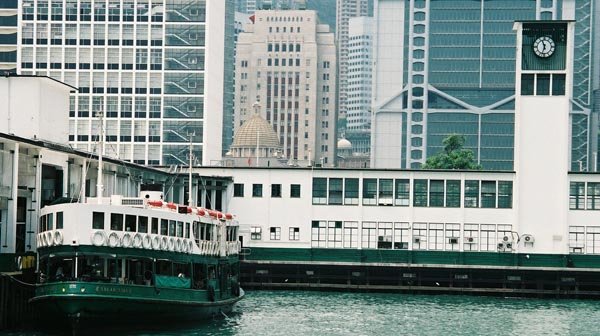
Das Anlegen am ehemaligen Edinburgh Place Pier, Central um 2003

## Rezeptionen
- Die „Star“ Ferry erscheint am Anfang des US-amerikanischen Films Die Welt der Suzie Wong (englisch The World of Suzie Wong) aus dem Jahr 1960 von Richard Quine, als der Protagonist Robert Lomax, gespielt von William Holden, aus dem Passagierschiff „SS President Wilson“ der Reederei APL (American President Lines) ausstieg und in Kowloon ans Land ging, um mit einer „Star“ Ferry den Victoria Harbour Richtung Hong Kong Island überquerte. Auf der „Star“ Ferry traf der Protagonist erstmals die Figur Suzie Wong, gespielt von Nancy Kwan.
- Als Kulisse bzw. Drehort mehrmals in der US-amerikanischen Fernsehserie Nobelhouse aus dem Jahr 1988.
- Ebenso zu sehen in der französischen Actionkomödie Die Schutzengel (französisch Les Anges gardiens) aus dem Jahr 1995
- 2005 in dem französischen Film „La Moustache“ von Emmanuel Carrère.

## Zwischenfall (Auswahl)
- 28. Mai 2018 – Aufgrund eines Maschinenschadens rammte eine Star Ferry-Fähre der Verbindung „Central↔Tsim Sha Tsui“ beim Anlegen gegen die Anlegestelle der TST-Ferry Pier und treibt manövrierunfähig gegen eine 200 Meter lange Außenanlage des Ocean Terminals (海運大廈)[Anm. 10].[44] Bei dem Zwischenfall wurde niemand verletzt außer Sachschaden an Gebäuden und Fähre. Die Star-Ferry-Fähre wurde schließlich durch ein Schiff des Unternehmens abgeschleppt und Passagiere an Land gebracht.[45]

## Trivia

### Finanzielle Einbuße nach Umzug
Nach dem Umzug des Central Ferry Piers nahe der Hong Kong City Hall zum neuen Standort nahe dem International Finance Centre (IFC) erlitt das Unternehmen einen drastischen Abfall der Fahrgastzahlen. Ein Großzahl der Fahrgäste, die täglichen Berufspendler, nutzten alternative Verkehrsverbindungen, so dass die heutigen Passagierzahlen fast nur noch aus Touristenfahrten besteht. Diese Millionenverluste des Unternehmens führten schließlich zur Schließung bzw. Nichtverlängerung der Betreiberlizenz der weniger rentablen Verbindungen zwischen Hung Hom und Central bzw. Hung Hom und Wan Chai Ende März 2011.

### Vorhaben neuer Fährverbindung
Das Vorhaben der Regierung von Hongkong 2019 eventuell die ehemalige Fährverbindungen zwischen Hung Hom und Central bzw. Wan Chai wiederzueröffnen und eine neue Kreisverbindung als „Wassertaxi“ zwischen Kai Tak, Hung Hom, Tsim Sha Tsui East, Central und West Kowloon zu schaffen, stößt in der Fachwelt und beim Betreiber auf große Skepsis aufgrund der künftigen Eröffnung der neuen MTR-U-Bahn-Linie „Shatin-Central Link“ (SCL) und die schwierige Personalfrage auf dem Arbeitsmarkt wegen Mangel an geeigneten und willigen Fachkräften. Zudem sei die heutige Verkehrssituation der ÖPNV eine völlig andere als vor dem Bau der drei Hafentunnel (CHT, EHC, WHC) und der Erweiterung der MTR-Linien, so die Betreiber.

### Reaktivierung einer ehemaligen Linienverbindung
Das Fährunternehmen Fortune Ferry Company Limited – 富裕小輪有限公司 – erhält vom „Hongkonger Transportamt“ – englisch Transport Department of Hong Kong – als neuer Lizenznehmer ein fünfjähriges Betriebserlaubnis für die seit 2011 stillgelegte Star-Ferry-Linienverbindung zwischen Central und Hung Hom. Zudem verpflichtet die neue Lizenz das Unternehmen zur Einführung einer neuen „Wassertaxi“-Verbindung zwischen Kai Tak Runway Park Pier, Hung Hom (South) Ferry Pier, Tsim Sha Tsui Landing, Central Pier und West Kowloons Marine Landing Facilities an der Southern Waterfront des West Kowloon Cultural District mit dem Beginn des 28. Juni 2020.

## Galerie

Historische Star Ferry Piers
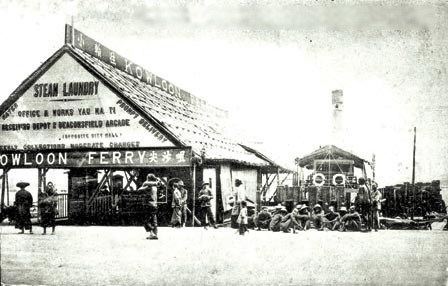
Historische Central Pier – erste Generation, 1898–1912
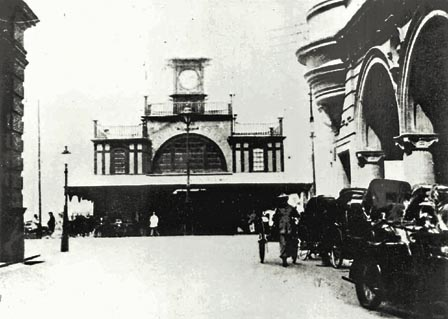
Historische Central Pier – zweite Generation, um 1912
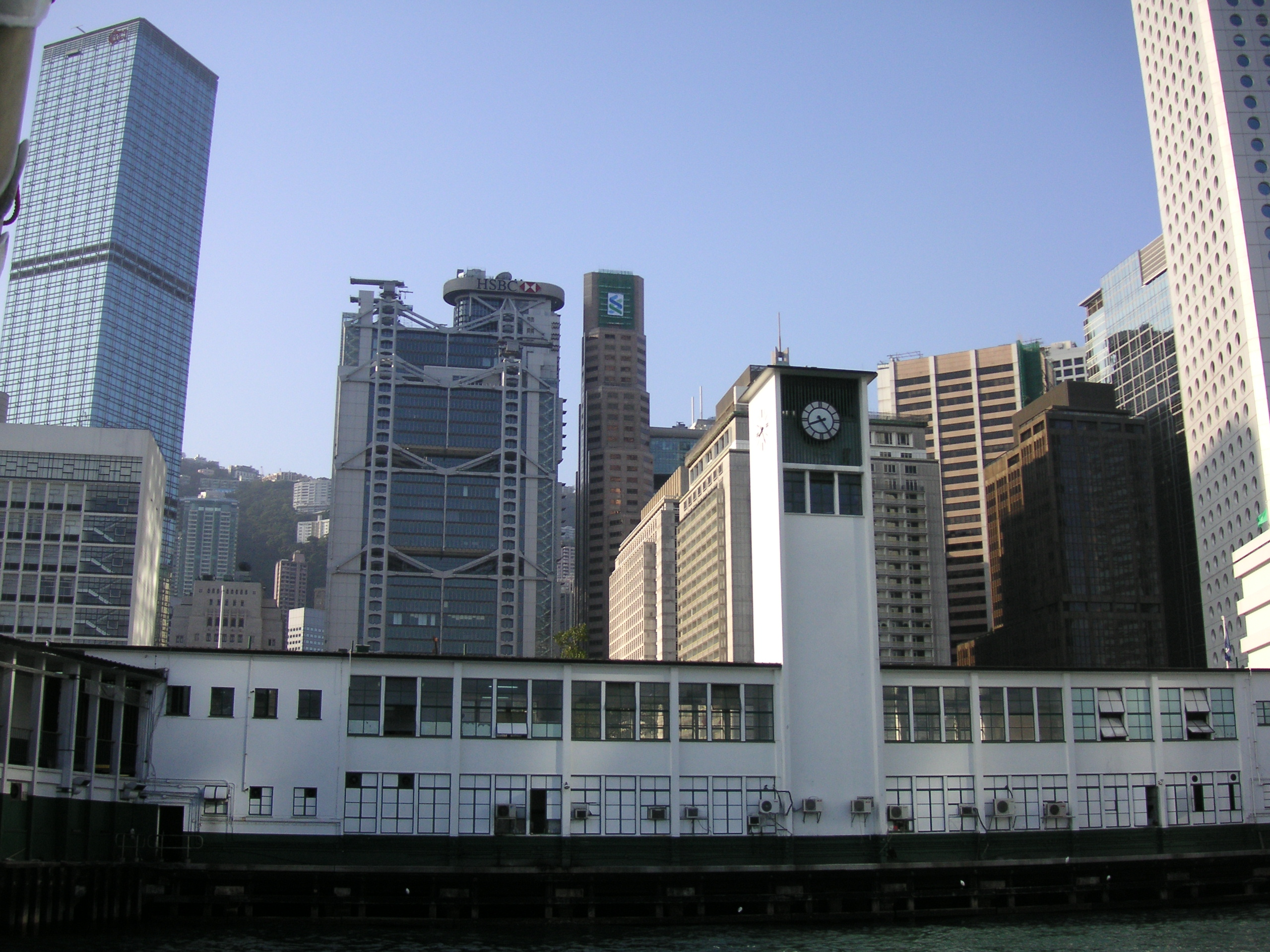
Historische Edinburgh Place Pier – dritte Generation, 1958–2006
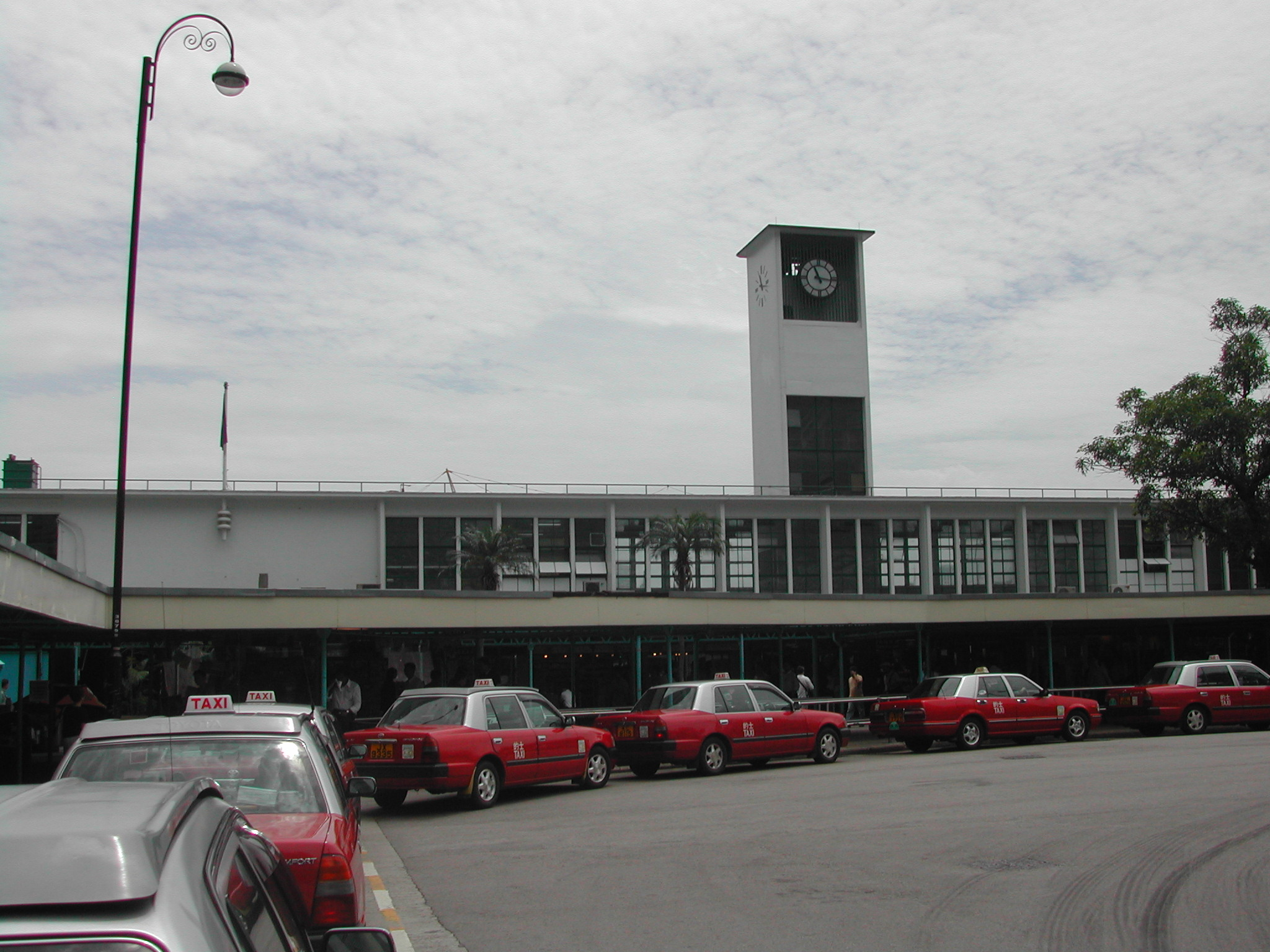
Historische Queen's Pier – dritte Generation, 2005

Heutige Star Ferry Piers
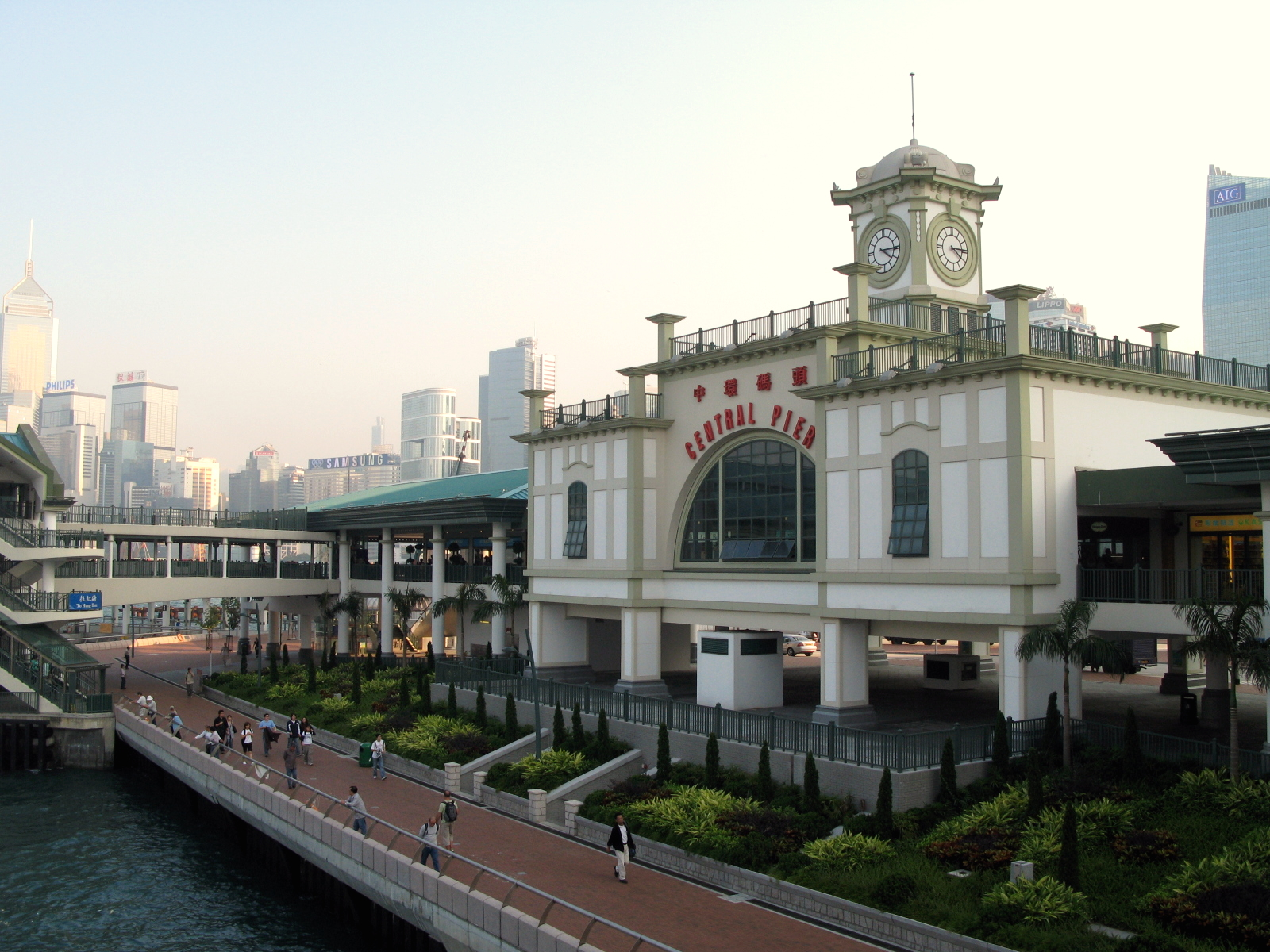
Neue Central Pier (Pier 7 als Abrißersatz) – vierte Generation, 2007
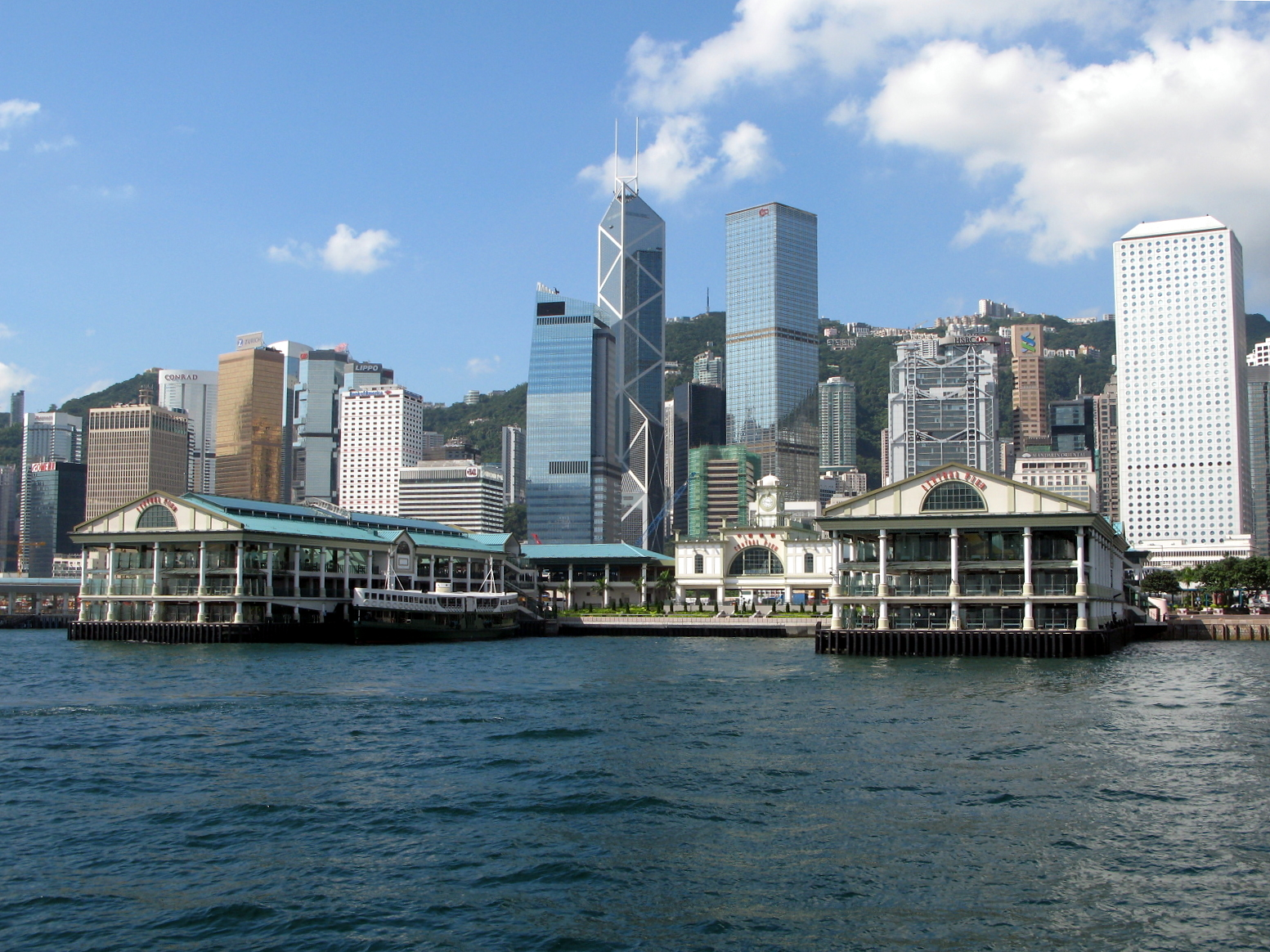
Heutige Central Pier – vierte Generation – Wasserblick, 2009
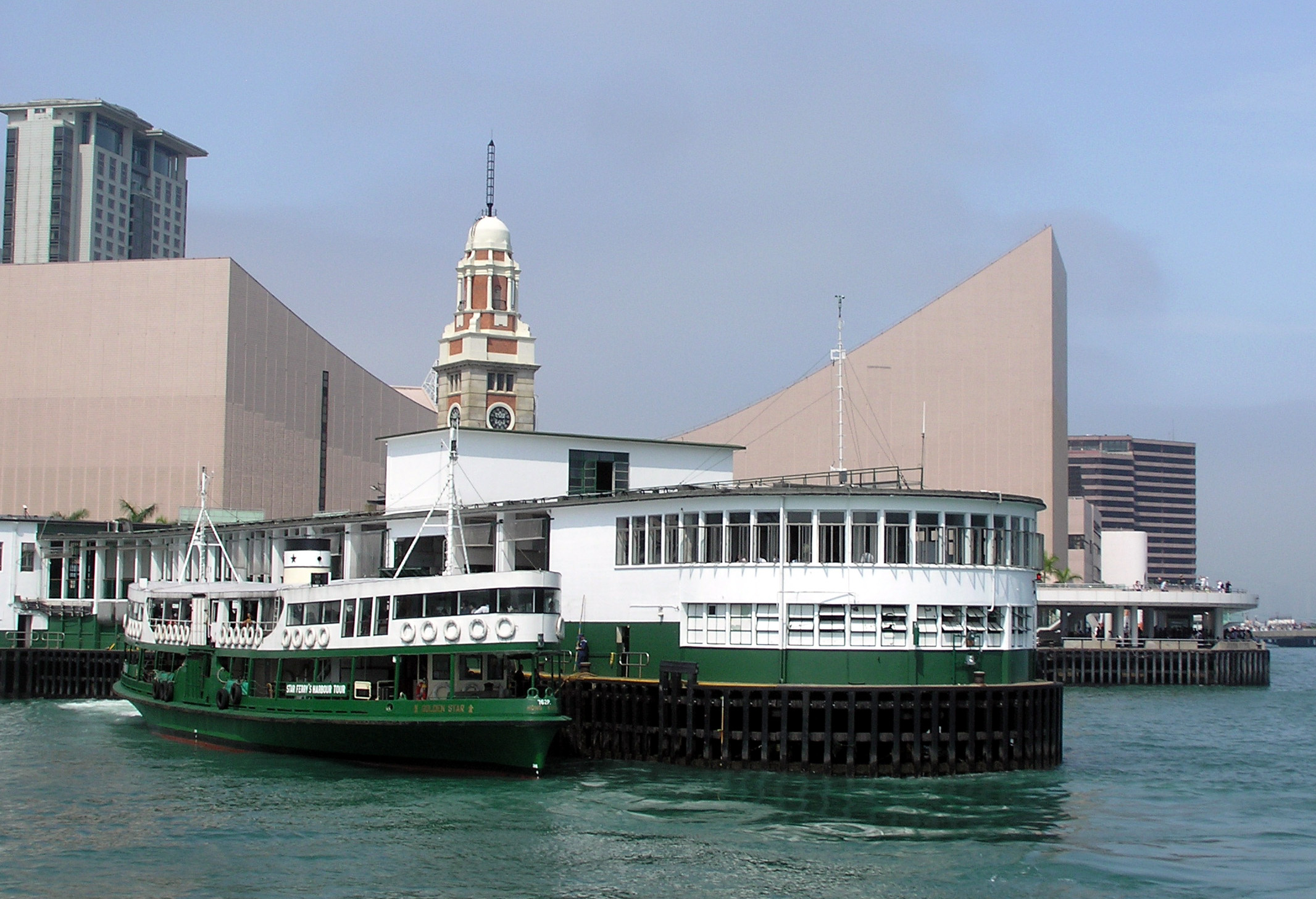
Heutige Tsim Sha Tsui Pier – Hintergrund Hong Kong Cultural Centre, 2010
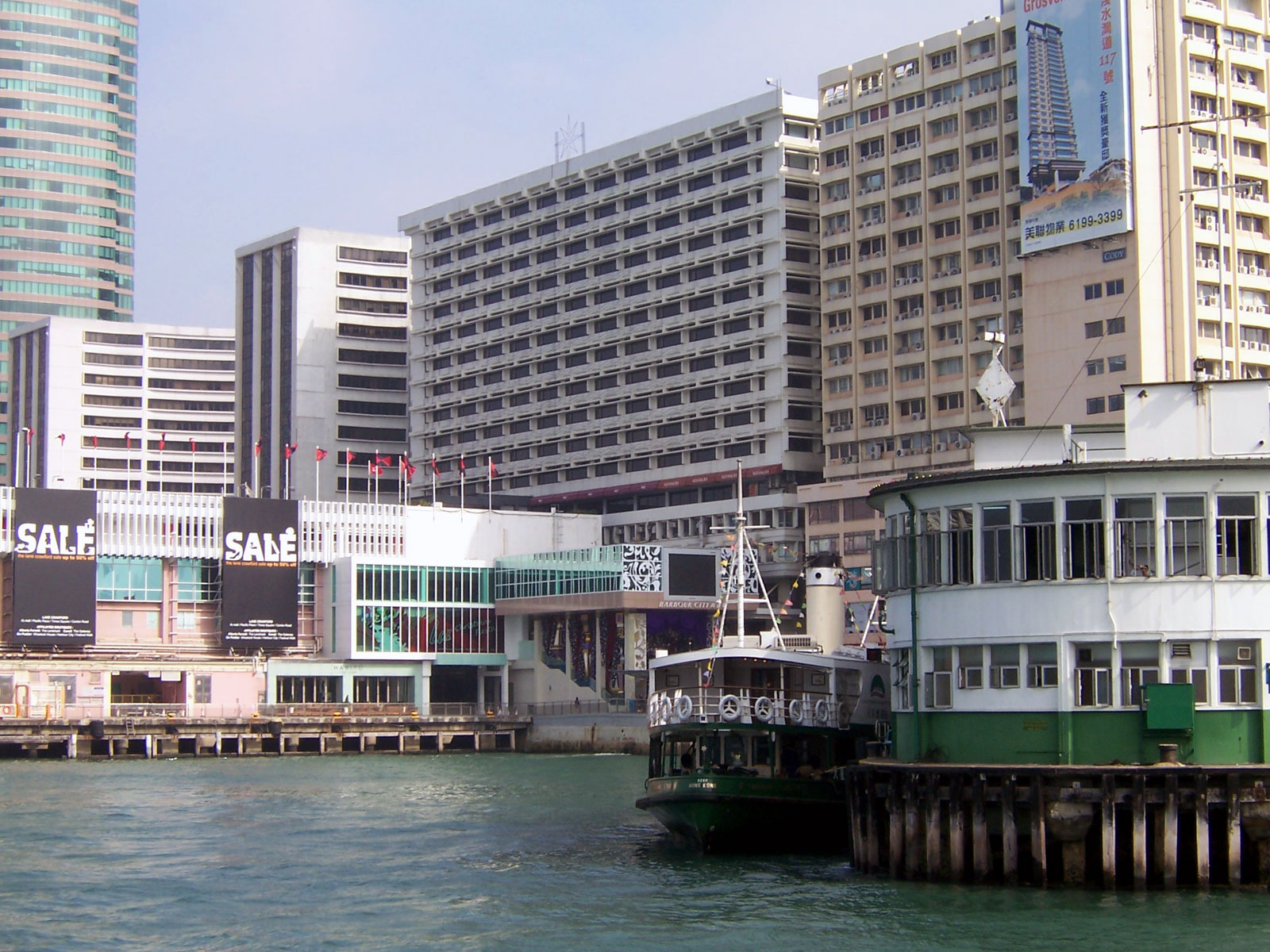
Star-Ferry-Pier und Werft, Tsim Sha Tsui (TST) 2006